# Somjit Borthong
Somjit Thongbor (Yasothon, 21 de enero de 1964), conocido artísticamente como Somjit Borthong (Thai: สมจิตร บ่อทอง), es un cantante y actor tailandés.

## Carrera

### Discografía
- Kulab Daeng (กุหลาบแดง)[2][3][4]
- Kieaw Khao Koai Nang (เกี่ยวข้าวคอยนาง)
- Koy Nong Kuean Na (คอยน้องคืนนา)
- Kid Hod Ta Lord Wela (คิดฮอดตลอดเวลา)
- Mak Sao Sam Noei (มักสาวส่ำน้อย)
- Khong Fak Jak Khon Lai Jai (ของฝากจากคนหลายใจ)